# Gafos
La rivière Gafos est un cours d'eau galicien, de 10,83 km de long, qui se jette dans la ria de Pontevedra, en Espagne. Elle est en grande partie parallèle au Camino portugués de pèlerinage à Saint-Jacques-de-Compostelle. À l'exception de ses 600 derniers mètres, elle a une orientation sud-nord, ce qui est étrange dans une rivière des Rias Bajas.

## Toponymie
Sa dénomination varie selon les endroits qu'elle traverse. Elle est connue comme Cocho, Regheiro, Das Veighas da porta et Da Estación à Figueirido ; Toxal à Bértola, Tomeza à Tomeza et Salcedo et Menexo, Estación, Palamios, Da Goleta, Da Taboada et Dos Gafos à Pontevedra. Son nom vient de l'existence à Pontevedra d'un hôpital pour lépreux à côté du temple disparu de la Vierge du Chemin, atteignant ses jardins  la rive du fleuve.

## Cours
Elle prend sa source au Mato da Xestiña, lieu-dit de A Boullosa ( Figueirido, Vilaboa ), et se jette dans la Ria de Pontevedra dans le quartier pontevedrien d'As Corbaceiras. Ses affluents sont à gauche le ruisseau d'Antiguidá, la rivière Miñoto ou Filgueira et Ponte Bala; à droite, les rivières Bois, O Barco, Pombal et Pintos.

## Caractéristiques

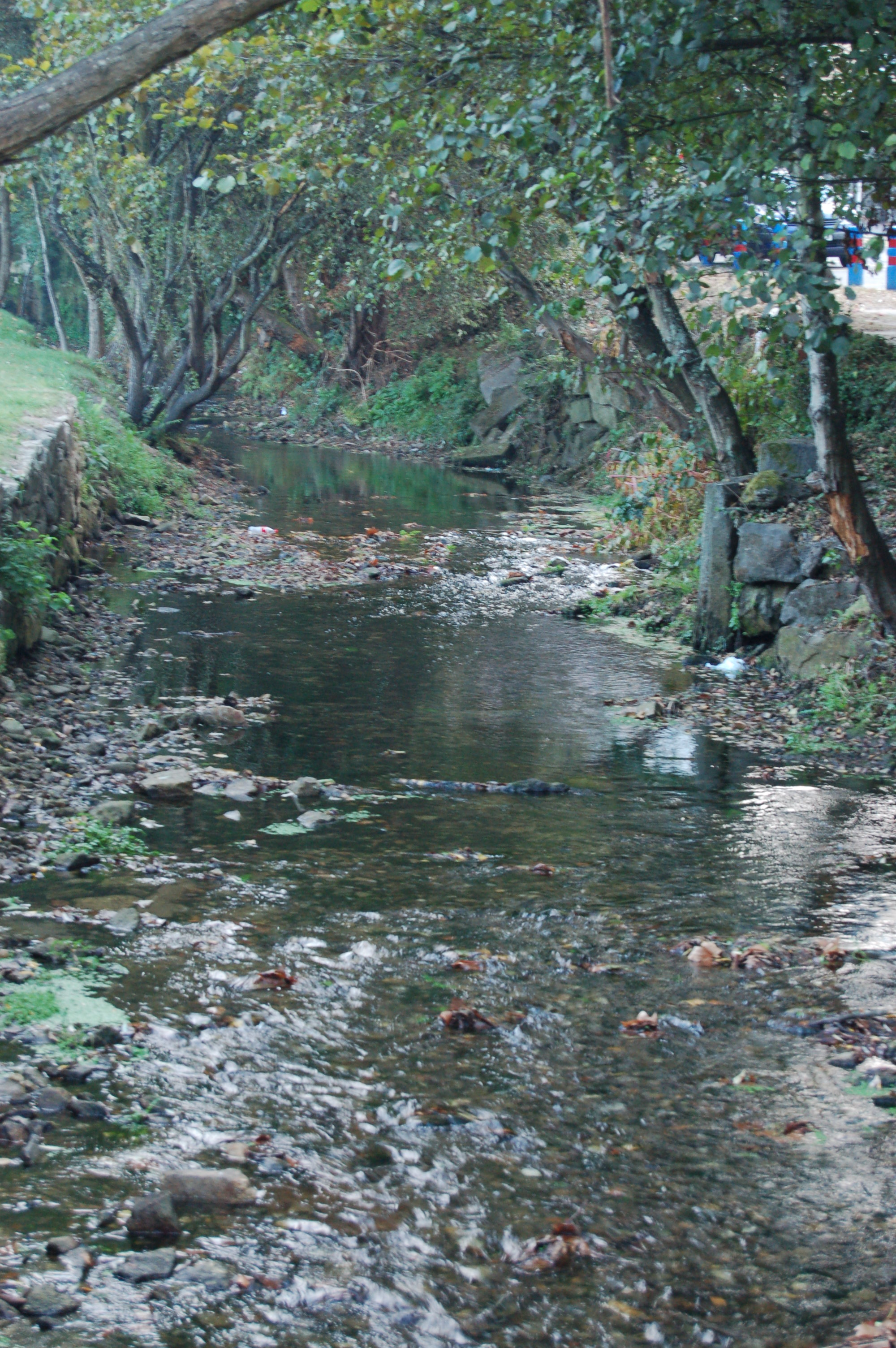
Rivière des Gafos

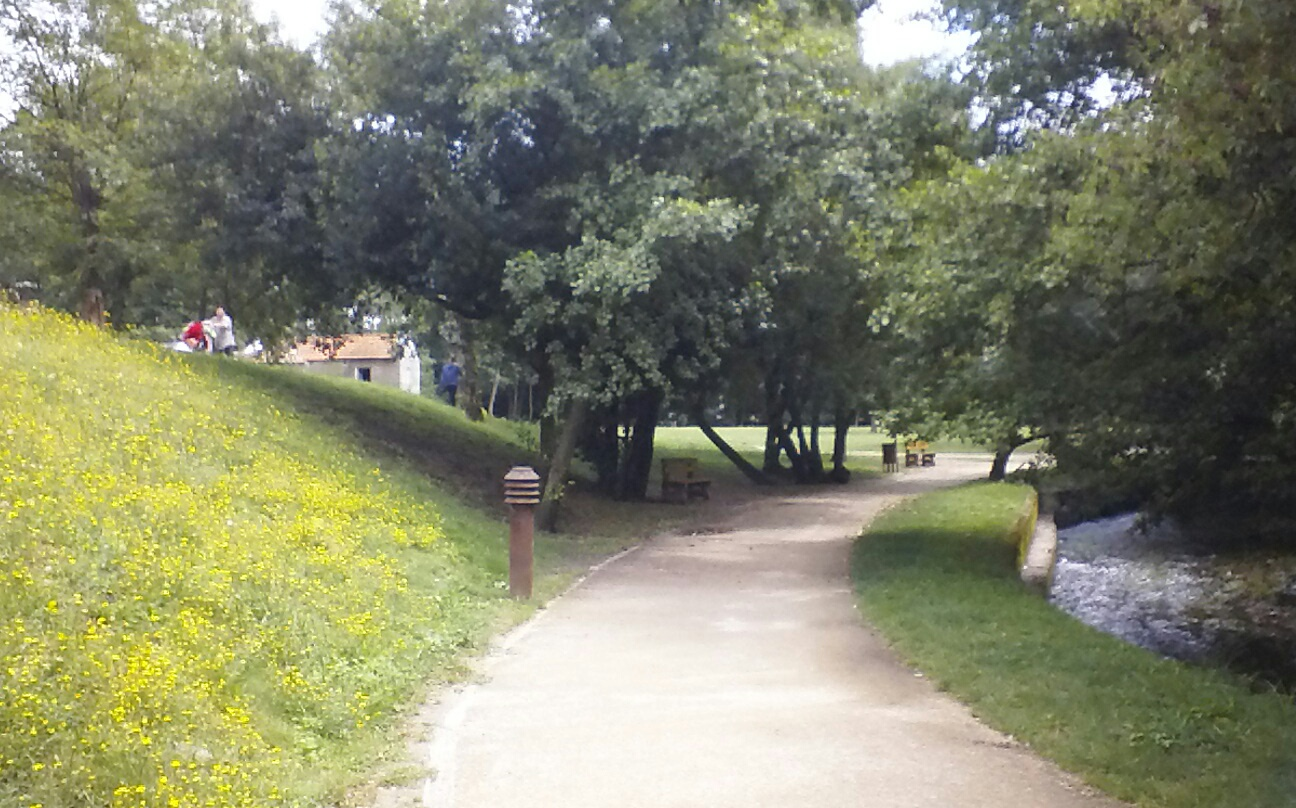
Parc de la rivière Gafos à Pontevedra.

Son débit est marqué par les précipitations des saisons. Bien qu'en automne et en hiver, elle soit généralement pleine, en été, elle transporte moins d'eau, en partie en raison de l'utilisation excessive de ses eaux pour l'irrigation des propriétés rurales, soit avec des canaux, soit par pompage.
Son lit longe généralement des établissements humains, de sorte que ses marges sont souvent modifiées par l'agriculture, les travaux publics et les infrastructures. Ces changements entraînent des dégâts, parfois irréparables, et la rivière subit un impact majeur des engrais, pesticides et herbicides qui affectent la biodiversité. Malgré ces impacts et leur proximité avec des centres urbains, la rivière conserve une valeur écologique importante; la présence de loutres en tant que bioindicateur du bon état actuel des eaux est remarquable.

## Biodiversité
Dans le biotype des espaces naturels, dans la première partie de son itinéraire, la rivière traverse des zones de broussailles avec des fougères, des lichens, des mousses, des buissons, des petits-houx et même du houblon, avec des plantes et des arbustes comme  aubépines monogynes, prunelliers et lauriers.
Dans ses forêts riveraines, il y a suffisamment de diversité, pouvant être divisées en trois catégories: 
- Marécages: Ils ont un degré d'humidité élevé et la couche superficielle du sol est inondée. Les saules et les aulnes y sont les arbres les plus importants.
- Forêts caducifoliées: La forêt traditionnelle galicienne, mélange différentes espèces d'arbres. Il y a pas mal de chênes, certains d'une taille et d'une hauteur extraordinaires, ainsi que des frênes, des bouleaux, des peupliers ou des aulnes.
- Châtaigneraies: forêts monospécifiques (d'une seule espèce) de châtaigniers plantés par l'homme pour obtenir du bois et / ou des châtaigniers.

## Patrimoine
La rivière est déjà mentionnée dans le livre Voyage en Galice du Père Sarmiento (1745). Elle apparaît également, avec ses affluents, dans la carte géométrique de la Galice de Domingo Fontán (1845) et dans la carte de Francisco Coello de la province de Pontevedra (1856). Le père Amado Carballo raconte en 1762 que les arbres de ses rives ont été plantés par les frères du couvent dominicain.

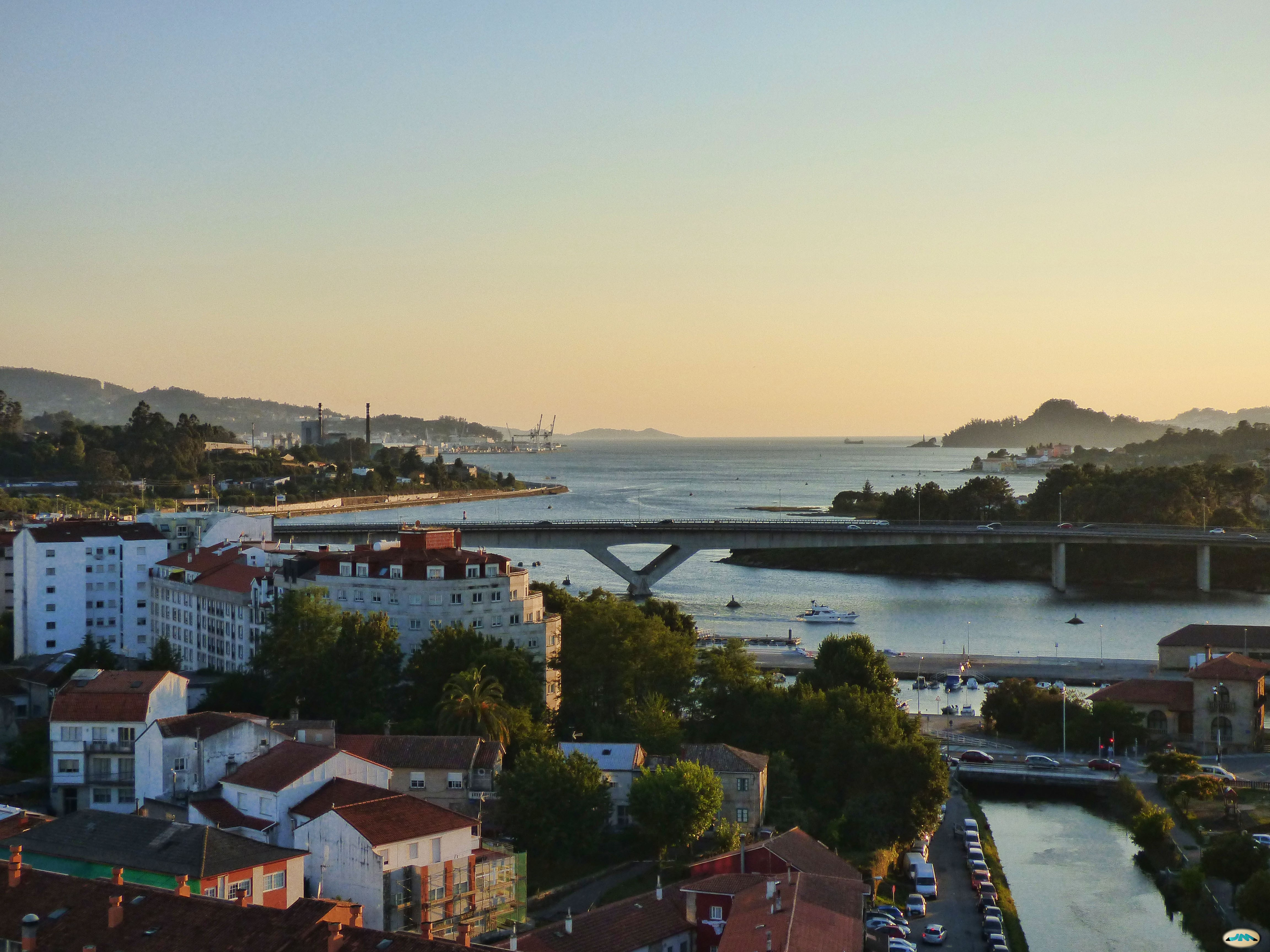
Embouchure de la Gafos dans la ria de Pontevedra

La rivière Gafos possède un total de 16 ponts et, jusqu'au milieu du XXe siècle, ont été en service des lavoirs et des moulins. Depuis les années 1960, dans le quartier de Pontevedra Campolongo, elle coule à travers un tronçon souterrain canalisé sur 525 mètres.
Étant donné que jusqu'au XXe siècle, il n'y a pas eu d'eau courante dans les maisons de la ville (la première a l'avoir a été l'hôtel des Mendoza en 1897), ses eaux étaient utilisées comme lavoirs publics, étant très fréquentés car il était interdit de laver du linge dans le Lérez. Plus tard, ces lavoirs seraient plus confortables, ayant même la lumière électrique.
En 2007, avec le soutien du ministère de l'Environnement, la municipalité a aménagé les berges de la rivière dans sa partie urbaine, avec des chemins et des passerelles en bois.